# Siku
Siku — немецкий производитель игрушек. Принадлежит немецкой компании Sieper GmbH, занимающейся выпуском игрушечных автомобилей и других средств передвижения. Модели Siku отличаются высоким качеством и детализацией. Штаб-квартира компании находится в немецком г.Люденшайд, а производственные мощности, помимо Германии, расположены в Польше и КНР. Всего в Sieper GmbH работает около 650 человек . Оборот компании составляет 52,5 миллиона евро . Основной жанр игрушек: сельхозтехника (трактора, сеялки, комбайны), строительная техника (бульдозеры, грейдеры, катки, экскаваторы), техника коммунальных служб (мусоровозы, пожарные машины, развозные фургоны), городской транспорт (автобусы, трамваи).
Основной материал — металл, пластик, резина.
Придерживается масштабов: 1:32, 1:50, 1:55, 1:87

## История
Компания была основана Ричардом Зипером еще в 1921 году, но первоначально она выпускала алюминиевые столовые приборы и пепельницы . Бренд Siku был зарегистрирован в 1950 г., когда Sieper GmbH впервые приняла участие в Нюрнбергской ярмарке игрушек, демонстрируя пластиковые игрушки. Первые модели: пожарная машина, гоночные автомобили и инновационный автомобиль-амфибия - были довольно большими (в масштабе 1:16), а под их капотами находились настоящие двигатели . В 1963 г. компания стала производить модели игрушек из металла, а в начале 1970-х ее продукция вышла на международный рынок. В 1984 году Sieper GmbH приобрела компанию Wiking Modellbau, занимавшуюся производством моделей авто и прочих транспортных средств, и включила ее серии моделей в свой ассортимент. В 2004-м ассортимент впервые пополнился моделями-тракторами с дистанционным электронным управлением. Сегодня под маркой Siku выпускают свыше 500 игрушечных моделей, которые продаются по всему миру - от европейских стран до Южной Кореи и Мексики .

## Особенности продукции
Компания выпускает модели в масштабе от 1:32 до 1:87. Их отличительная черта - точное воспроизведение всех деталей, вплоть до того, что в отдельных моделях Mersedes на капоте имелся фирменный знак. В качестве материалов для создания моделей используются цинковые сплавы (корпус), пластик и резина (шины). Хотя часть производственных процессов выполняется автоматически, модели по-прежнему основаны на ручной сборке. Поскольку продукция рассчитана на аудиторию от 3-х лет, много внимания уделяется безопасности: элементы моделей соединены так прочно, что ребенок не сможет отломать колесо или руль и проглотить их.

## Модельный ряд
Сегодня Sieper GmbH выпускает следующие серии моделей:
- Super. В нее входят стандартные автомобили (Fiat, Bentley, Audi и проч.), редкие спортивные и суперкары (Lamborghini Veneno, Vision Mercedes-Maybach 6 и др.), различные полицейские машины, а также общественный транспорт, военная техника, мотоциклы, вертолеты, тягачи и даже круизный лайнер AIDA Aluna;
- Farmer - тракторы, комбайны и другая сельскохозяйственная техника;
- Мир Siku (с 2013 года). Дает ребенку возможность создать пространство для игры в виде деревенского пейзажа с густыми лесами или мегаполиса, собирая модели зданий;
- "Контроль": в нее входят радиоуправляемые модели с электронной "начинкой" - тракторы и грузовики;
- International: полицейские машины, аварийно-спасательные и коммунальные машины с региональным дизайном разных стран мира (Австрия, Новая Зеландия, Ирландия и т.д.);
- Toddys (с 2020 года): машинки и другие движущиеся средства для самых маленьких (от 18 месяцев).

Ранее выпускалась серия V - копии реальных автомобилей в масштабе 1/60 из пластика (до 1969) и цинкового сплава.

## Коллекционирование
V-Series и Super Series пользуются большим спросом среди коллекционеров. Так, модель Porsche 1955 года в оригинальной упаковке покупают за несколько тысяч евро . В 1999 г. в немецком Штадтлоне был открыт основанный на частной коллекции музей Siku, где можно увидеть 36 000 моделей автомобилей .